# Atajador
Antiguamente, se llamaba atajador al explorador, descubridor o práctico. 
Según las Ordenanzas de las Guardas de Castilla de 1496 y 1525, el atajador a caballo tenía de ventaja 15 maravedises diarios y el de a pie, 7. En el real despacho de capitán general de la Costa de Granada expedido a Sancho Dávila el 29 de octubre de 1579 se dice:

y para que podáis ver y requerir por vuestra persona....si la dicha costa está bien guardada y con buen recaudo de requiridores, atajadores, escuchas y atalayas, que á nuestro servicio y á la buena guarda y seguridad de la dicha costa conviene